# Wilfrid Aka
Wilfrid d'Horpock Aka (Parigi, 16 giugno 1979) è un ex cestista francese con cittadinanza ivoriana.

## Carriera
Con la Costa d'Avorio ha disputato i Campionati africani del 2009.